# Willem Eekelers
 Willem Eekelers (Berg_(Brabant_flamand), 2 septembre 1883 - Bruxelles, 18 mai 1954), est un homme politique et ministre belge du POB (BWP).

## Biographie
Willem Eekelers est né dans une famille paysanne de neuf enfants du Brabant flamand. L'exploitation agricole n'étant plus viable, la famille Eekelers déménage à Berchem où le jeune Willem est ouvrier métallurgiste. Il se marie avec Adolphina Nuyten.
Les mauvaises conditions de travail dans le secteur du métal le conduisent au socialisme et au syndicalisme. Il est président de la Fédération provinciale des Métallurgistes d'Anvers de 1909 à 1933. 
Durant la Première Guerre mondiale, il est l'un des dirigeants de la Centrale des métallurgistes belges  (CMB) en Grande-Bretagne où il s'occupe de nombreux travailleurs belges réfugiés. 
En 1919, il est élu député de la circonscription d’Anvers, il le restera jusqu’à son décès en 1954. En 1921, il est élu conseiller communal d’Anvers et sera échevin de l’enseignement de 1927 à 1939. À sa grande déception, il n'est pas repris dans la nouvelle coalition communale mise en place en 1939. Son parti le nomme alors ministre de l'Intérieur et de la Santé publique dans le gouvernement Pierlot I. Il n’occupera cette fonction que deux mois. Il est aussi à la même époque directeur-rédacteur en chef du journal socialiste flamand Volksgazet. 
Après la Libération en septembre 1944, Eekelers redevient échevin de l'enseignement d’Anvers. En août 1946, lorsque le bourgmestre d’Anvers, Camille Huysmans, est nommé Premier ministre, Eekelers est désigné bourgmestre faisant fonction de la ville portuaire. Il le reste jusqu’au 11 avril 1947, date à laquelle Lode Craeybeckx est nommé bourgmestre. Eekelers quitte alors le collège échevinal mais demeure conseiller communal. 
À la suite de son décès le 18 mai 1954, il est inhumé au grand parc d'honneur du cimetière de Schoonselhof.

## Distinctions
- Grand cordon de l'ordre de la Couronne ;
- Grand officier de l'ordre de Léopold ;
- Grand officier de l'ordre d'Orange-Nassau.

(voir : Liste des Ministres de la Santé Publique en Belgique)